# Кирило-Методиевска енциклопедия
Кирило-Методиевската енциклопедия е четиритомно специализирано и отраслово издание на Института по литература към БАН от 1985 г. до 2003 г. Съдържа тематични статии по и за т.нар. Кирило-методиевско дело (виж и Моравска мисия) на авторски колектив от български специалисти.
Първите два тома от енциклопедията излизат под главната редакция на Петър Динеков, а последните два на Лиляна Грашева. 